# Dieter Kollark

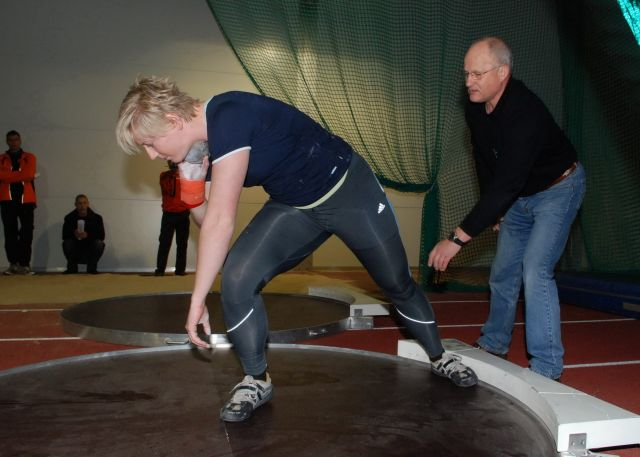
Dieter Kollark mit der Kugelstoßerin Petra Lammert.

Dieter Kollark (* 13. November 1944 in Großröhrsdorf) ist ein deutscher Leichtathletiktrainer und war inoffizieller Mitarbeiter der DDR-Staatssicherheit. 
Der gelernte Maurer und Diplomsportlehrer war schon zu Zeiten der DDR beim SC Neubrandenburg ein erfolgreicher Trainer und führte seine damalige Lebensgefährtin Astrid Kumbernuss 1990 zum Titelgewinn im Kugelstoßen bei den Leichtathletik-Europameisterschaften. Nach der Wende erhielt er vom DLV eine Zeitanstellung als Bundestrainer. Die von ihm weiterhin betreute Kumbernuss wurde 1995, 1997 und 1999 Weltmeisterin und 1996 Olympiasiegerin. Ebenfalls dreimalige Weltmeisterin wurde die von Kollark trainierte Diskuswerferin Franka Dietzsch (1999, 2005, 2007). 
1994 gab die Sprinterin Katrin Krabbe der Zeitschrift Tango Einblick in ihre Stasi-Akte, aus der hervorging, dass Kollark von 1984 bis zum Fall der Mauer unter dem Decknamen Alexander als Inoffizieller Mitarbeiter für das MfS tätig war. Weitere Details über seine Spitzeltätigkeit wurden im September 2005 vom Leichtathletik-Magazin veröffentlicht. Demnach hatte Kollark nicht nur Krabbe, sondern auch andere Sportler denunziert, darunter Kumbernuss, Sigrun Wodars, Christine Wachtel, Grit Breuer und Volker Mai, unter anderem mit Einschätzungen zu ihrem Sexualverhalten. Auch meldete er es, wenn andere Trainer die „Anwendungsrichtlinien“ des DDR-Dopingsystems missachteten.
Weiteres belastendes Material förderten Recherchen von NDR 1 Radio MV und Nordmagazin zutage, die am 14. Mai 2008 berichteten, laut der Stasi-Akte des ehemaligen Sportarztes Klaus Böhm (IM Fuchs) sei Kollark ab 1980 in die Vergabe von Dopingmitteln im Rahmen des systematischen und staatlich verordneten Dopings im DDR-Leistungssport, wozu auch die Vergabe des Anabolikums Oral-Turinabol gehörte, eingebunden gewesen. Zwar ergaben sich keine juristischen Folgen für Kollark, da die Fälle verjährt waren, aber der DLV verzichtete angesichts der Vorwürfe darauf, ihn als Trainer für die Olympischen Spiele in Peking zu nominieren.